# Nogoom Football Club
Maillots
Actualités
Le Nogoom Football Club (en arabe : نادي النجوم لكرة القدم), plus couramment abrégé en Nogoom FC, est un club égyptien de football fondé en 2006 et basé dans la Ville du 6 Octobre près du Caire, la capitale du pays.
Il évolue actuellement en première division.

## Histoire
Le club est fondé en 2006 sous le nom de Nogoom El Mostakbal, avec principalement des sections de jeunes. En 2008, il évolue en quatrième division, puis en 2011 en troisième division. En 2013, il est promu en deuxième division. Il y séjourne cinq années, avant de se voir promu en juillet 2018 en Premier League égyptienne. C'est à ce moment que le club change de nom et devient le Nogoom Football Club.